# Narciso Rodriguez
Narciso Rodriguez, född 27 januari 1961 i New Jersey, är en amerikansk modedesigner.

## Biografi
Narciso växte upp i Newark och utbildade sig vid Parsons School of Design i New York. Hans karriär tog fart då han blev designchef för Women’s wear hos Donna Karan. Narciso fortsatte sin karriär med att arbeta för Calvin Klein och som designchef på Cerruti. Hans stora internationella erkännande kom 1996 när han skapade bröllopsklänningen åt sin vän Carolyn Bessette när hon gifte sig med John F. Kennedy Jr.. Därefter lanserade Rodriguez sitt eget klädmärke, Narciso Rodriguez. Han har vunnit ett flertal priser och har också lanserat en egen parfymserie; ”For Him” och ”For Her”. 
Rodriguez har många kända kvinnliga kändisklienter som Sarah Jessica Parker, Salma Hayek, Jessica Alba, Claire Danes och Michelle Obama. Michelle Obama bar en klänning från Rodriguez vårkollektion 2009,”stress-relief”, när hon med Barack Obama, trädde fram på scenen i Grant Park i Chicago efter presidentvalet 2008 var klart. Klänningen blev mycket omskriven i press och media och hade presenterats några veckor tidigare under New York City’s Fashion Week.
Hösten 2010 gjorde Rodriguez designkollektionen, Pink Collection with Narciso Rodriguez, i samarbete med modekedjan Lindex. Designkollektionen skapades till förmån för kampen mot bröstcancer och 10 procent av försäljningspriset går oavkortat till Cancerfondens bröstcancerforskning.